# イージー・ライフ
イージー・ライフ（Easy Life）は、イギリス、レスター出身の5人組インディー・ポップ・バンド。独特のゆるいサウンドが特徴。SOUND OF 2020で2位、2020年2月NMEアワーズ 2020でも最優秀新人賞を獲得するなど高い評価を得ている。2020年にリリースしたEP『JUNK』はイギリスで7位、デビュー・アルバム『ライフ・イズ・ア・ビーチ』は2位を記録した。

## 経歴
2017年にボーカルのマレー・マトレーヴァーズを中心にして結成。翌年、最初のミックステープ『Creature Habits』をリリース。その後、アイランド・レコードと契約を結ぶ。2021年にはデビュー・アルバム『ライフ・イズ・ア・ビーチ』を発売した。

## 音楽性
ヒップホップ、ジャズ、アフロビート、ポップ、アンビエント・ハウスなどを組み合わせた独特の世界観と、軽妙で鋭い歌詞が特徴。

## メンバー
- マレー・マトレーヴァーズ (Murray Matravers) - ボーカル、シンセサイザー、キーボード、トランペット
- オリヴァー・キャシディ (Oliver Cassidy) - ドラム、パーカッション
- サム・ヒューイット (Sam Hewitt) - ベース、サクソフォーン、バック・ボーカル
- ルイス・ベリー (Lewis Berry) - ギター
- ジョーダン・バートルズ (Jordan Birtles) - パーカッション、キーボード、バック・ボーカル

## 受賞歴
2020年度
- 《NMEアワーズ 2020》最優秀新人賞[3]

## ディスコグラフィ

### スタジオ・アルバム
- 『ライフ・イズ・ア・ビーチ』 - Life's Beach (2021年、Island)
- 『メイビー・イン・アナザー・ライフ･･･』 - MAYBE IN ANOTHER LIFE... (2022年、Island)

### ミックステープ
- Creature Habits (2018年、Easy Co Limited / Island)
- Spaceships (2019年、Easy Co Limited / Island)
- Junk Food (2020年、Island)